# Municipio de Fleming (condado de Pine)
El municipio de Fleming (en inglés: Fleming Township) es un municipio ubicado en el condado de Pine en el estado estadounidense de Minnesota. En el año 2010 tenía una población de 141 habitantes y una densidad poblacional de 1,51 personas por km².

## Geografía
El municipio de Fleming se encuentra ubicado en las coordenadas 46°12′53″N 92°35′37″O / 46.21472, -92.59361. Según la Oficina del Censo de los Estados Unidos, el municipio tiene una superficie total de 93.59 km², de la cual 93,52 km² corresponden a tierra firme y (0,08 %) 0,08 km² es agua.

## Demografía
Según el censo de 2010, había 141 personas residiendo en el municipio de Fleming. La densidad de población era de 1,51 hab./km². De los 141 habitantes, el municipio de Fleming estaba compuesto por el 97,87 % blancos y el 2,13 % eran de una mezcla de razas. Del total de la población el 0,71 % eran hispanos o latinos de cualquier raza.